# Juan Damonte
Juan Damonte (Buenos Aires, Argentina, 1945 - Nezahualcóyotl, Estado de México, México, 2005) fue un escritor y fotógrafo argentino autor de la novela negra "Chau papá". 

## Biografía
Damonte nació en Buenos Aires en el seno de una familia de la clase política argentina, sus abuelos fueron la anarquista Salvadora Medina Onrubia y el periodista y empresario Natalio Félix Botana, su padre, el diputado argentino Raúl Damonte Taborda y uno de sus hermanos fue el dibujante Raúl Damonte también conocido como Copi.
Pasó su infancia entre Argentina en Uruguay. Tras el golpe de Estado en Argentina de marzo de 1976 se refugió en España, luego estuvo en Francia hasta 1983 y finalmente se fue a México donde falleció en 2005.
En su juventud trabajó como fotógrafo en diversas publicaciones de su país natal y en los últimos años de su vida trabajó como periodista y traductor. Damonte era un políglota que hablaba seis idiomas.

## Chau papá
Chau papá (o "Chau, papá" dependiendo edición) es la única novela que publicó Juan Damonte, según el escritor Tryno Maldonado existió el manuscrito de una segunda, pero Damonte la olvidó en un taxi.
Ubicada en los inicios de una dictadura militar, la novela trata de Carlos Tomassini, un alcohólico y drogadicto de treinta años recién cumplidos, miembro de una familia de mafiosos bonaerenses, que recién salió de la cárcel luego de cuatro años. De acuerdo a Paco Ignacio Taibo II, quien dirigía la colección en que se publicó la novela en su primera edición, es un relato vertiginoso, de alta velocidad y un estilo muy personal.
El libro se ha traducido al alemán, francés e italiano, recibiendo críticas favorables en Italia, principalmente. Recibió premio a mejor novela policiaca en 1996.

## Premios
- Premio Hammett de 1996, otorgado por Paco Ignacio Taibo II.